# Чемпионат мира по фигурному катанию 1900
Чемпионат мира по фигурному катанию 1900 года был проведён Международным союзом конькобежцев (ИСУ) в Давосе (Швейцария). На тот момент фигурное катание представляли только мужчины и только два участника.

## Результаты
| Место | Имя            | Страна  | Сумма мест |
| ----- | -------------- | ------- | ---------- |
| 1     | Густав Хюгель  | Австрия | 7          |
| 2     | Ульрих Сальхов | Швеция  | 8          |

## Судейская бригада
- A. Л. Динн  Великобритания
- Л. Фэннер  Австрия
- Адмирал Шисс  Германия
- Г. Гюнтер  Швейцария
- К. Штеффенс  Швейцария